# Dave Douglas

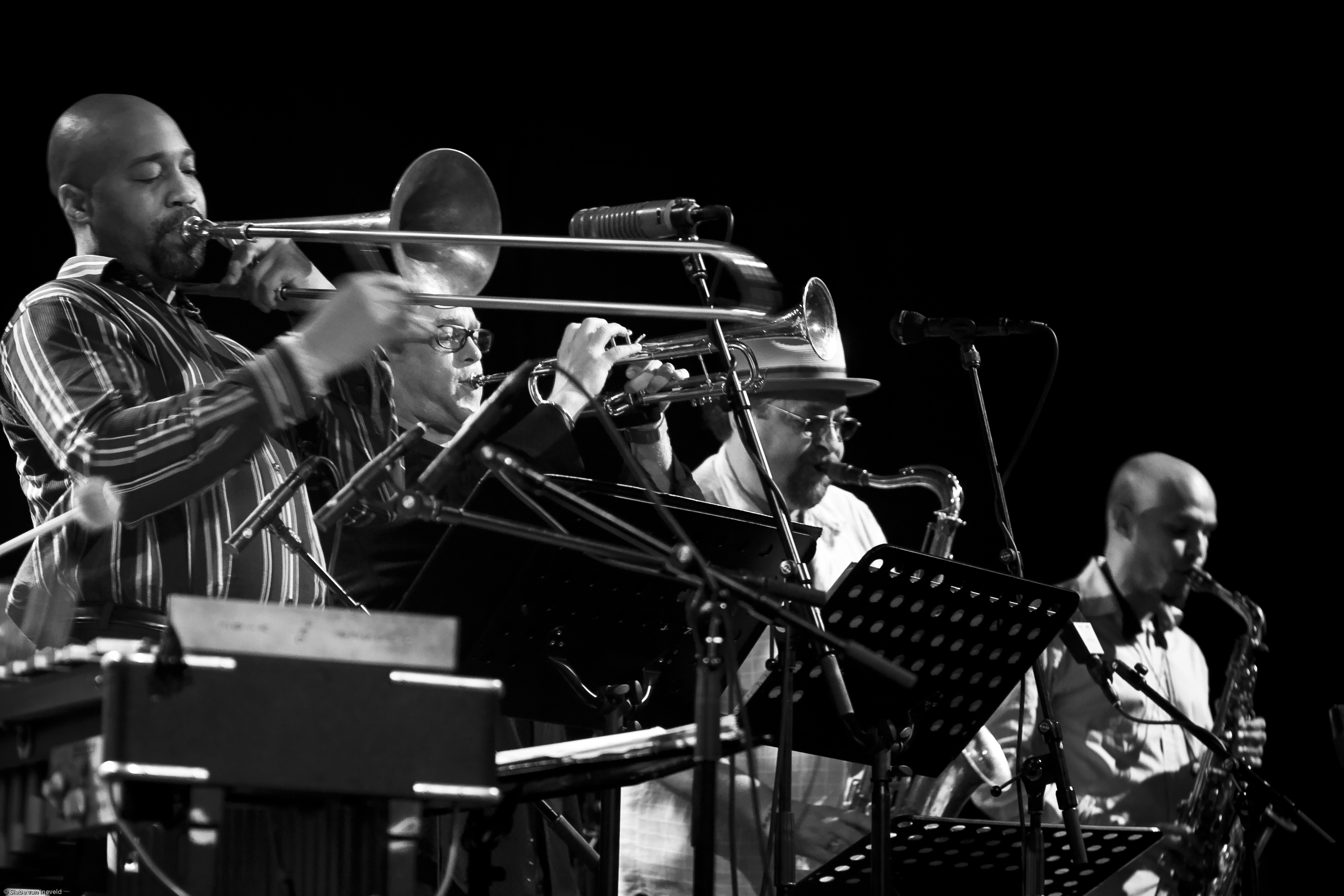
SFJAZZ Collective - de gauche à droite : Andre Hayward, Dave Douglas, Joe Lovano et Miguel Zenon

Dave Douglas, né le 24 mars 1963, est un trompettiste et compositeur américain qui a travaillé dans des champs musicaux très diversifiés, allant de la musique classique à la musique traditionnelle européenne, en passant par le klezmer. Il a fait partie du big band expérimental Orange Then Blue (en) et est actuellement directeur du Festival of New Trumpet Music (en), qui se tient annuellement à New York.
Depuis 1993, Douglas a enregistré plus de vingt albums en tant que leader et a collaboré avec un très grand nombre de musiciens, notamment dans le cadre de plusieurs formations dirigées par John Zorn, mais aussi avec des artistes issus des univers de la danse contemporaine, de la poésie sonore et du cinéma. Dans les années 1980, il a tourné avec des compagnies de théâtre comme le Bread and Puppet Theatre et la troupe suisse Les Montreurs d'images,.

## Discographie
| Titre                                                               | Année | Label           |
| ------------------------------------------------------------------- | ----- | --------------- |
| Parallel Worlds                                                     | 1993  | Soul Note       |
| In Our Lifetime                                                     | 1994  | New World       |
| The Tiny Bell Trio                                                  | 1994  | Songlines       |
| Constellations                                                      | 1995  | Hathut Records  |
| Five                                                                | 1995  | Soul Note       |
| Live in Europe                                                      | 1997  | Arabesque       |
| Sanctuary                                                           | 1997  | Avant           |
| Stargazer                                                           | 1997  | Arabesque       |
| Moving Portrait                                                     | 1998  | DIW             |
| Charms of the Night Sky                                             | 1998  | Winter & Winter |
| Magic Triangle                                                      | 1998  | Arabesque       |
| Convergence                                                         | 1999  | Soul Note       |
| Songs for Wandering Souls                                           | 1999  | Winter & Winter |
| Soul on Soul'                                                       | 2000  | RCA             |
| Leap of Faith                                                       | 2000  | Arabesque       |
| A Thousand Evenings                                                 | 2000  | RCA             |
| Witness                                                             | 2001  | RCA             |
| El Trilogy                                                          | 2001  | BMG             |
| The Infinite                                                        | 2002  | RCA             |
| Freak In                                                            | 2003  | Bluebird        |
| Strange Liberation                                                  | 2004  | RCA             |
| Bow River Falls                                                     | 2004  | Koch            |
| Mountain Passages                                                   | 2005  | Koch            |
| Keystone                                                            | 2005  | Greenleaf Music |
| Meaning and Mystery                                                 | 2006  | Greenleaf Music |
| Live at the Jazz Standard (disponible uniquement en téléchargement) | 2006  | Greenleaf Music |
| Rue de Seine                                                        | 2006  | C.A.M. Jazz     |
| Selections from Live at the Jazz Standard (2-CD)                    | 2007  | Greenleaf Music |
| Moonshine                                                           | 2007  | Greenleaf Music |
| Spirit Moves                                                        | 2009  | Greenleaf Music |
| A Single Sky                                                        | 2009  | Greenleaf Music |
| Spark of Being                                                      | 2010  | Greenleaf Music |
| Three Views                                                         | 2011  | Greenleaf Music |
| Be Still                                                            | 2012  | Greenleaf Music |
| Time Travel                                                         | 2013  | Greenleaf Music |
| Present Joys (avec Uri Caine)                                       | 2014  | Greenleaf Music |
| High Risk                                                           | 2015  | Greenleaf Music |
| Brazen Heart                                                        | 2015  | Greenleaf Music |
| Dark Territory                                                      | 2016  | Greenleaf Music |
| Dada people (avec Frank Woeste)                                     | 2016  | Greenleaf Music |
| Uplift - Twelve Pieces for Positive Action                          | 2018  | Greenleaf Music |